# Tomoderus sulawesiensis
Tomoderus sulawesiensis is een keversoort uit de familie snoerhalskevers (Anthicidae). De wetenschappelijke naam van de soort is voor het eerst geldig gepubliceerd in 1993 door Uhmann.